# Wahlen zum Repräsentantenhaus der Vereinigten Staaten 1906
Bei den Wahlen zum Repräsentantenhaus der Vereinigten Staaten 1906 wurden am 6. November 1906 die Abgeordneten des Repräsentantenhauses gewählt. In drei Staaten fanden die Wahlen bereits zwischen Juni und September statt. Die Wahlen waren Teil der allgemeinen Wahlen zum 60. Kongress der Vereinigten Staaten in jenem Jahr, bei denen auch ein Drittel der US-Senatoren gewählt wurden. Da die Wahlen etwa in der Mitte der zweiten Amtszeit des Republikanischen Präsidenten Theodore Roosevelt stattfanden (Midterm Election), galten sie auch als Votum über die bisherige Politik des Präsidenten.
Zu dieser Zeit bestanden die Vereinigten Staaten aus 45 Bundesstaaten. Es waren 391 Abgeordnete zu wählen. Die Sitzverteilung basierte auf der Volkszählung von 1900.
Bei der Wahl konnten die Demokraten einen Zugewinn von 32 Sitzen verbuchen während die Republikaner 28 Mandate verloren. Trotzdem konnten die Republikaner ihre absolute Mehrheit behaupten. Grund für die demokratischen Gewinne war vor allem die Unzufriedenheit mit den Arbeitsbedingungen in der Industrie in den Staaten des Mittleren Westens und der mittleren Atlantikküste. In diesen Regionen stimmten die Industriearbeiter aus Protest gegen die Regierung für die Demokraten.
Wahlberechtigt und wählbar waren nur Männer. Frauen waren noch bis 1920 auf Bundesebene von Wahlen ausgeschlossen. Vor allem in den Südstaaten war das Wahlrecht durch Gesetze eingeschränkt, die das Wahlrecht an ein bestimmtes Steueraufkommen knüpften. Dadurch wurden ärmere Weiße, vor allem aber viele Afro-Amerikaner vom Wahlrecht ausgeschlossen.

## Wahlergebnis
- Demokratische Partei 167 (135) Sitze
- Republikanische Partei 223 (251) Sitze
- Sonstige: 1 (0) Sitze

Gesamt: 391 (386)
In Klammern sind die Ergebnisse der letzten Wahl zwei Jahre zuvor. Veränderungen im Verlauf der Legislaturperiode, die nicht die Wahlen an sich betreffen, sind bei diesen Zahlen nicht berücksichtigt, werden aber im Artikel über den 60. Kongress im Abschnitt über die Mitglieder des Repräsentantenhauses bei den entsprechenden Namen der Abgeordneten vermerkt. Das Gleiche gilt für Wahlen in Staaten, die erst nach dem Beginn der Legislaturperiode der Union beitraten. Daher kommt es in den Quellen gelegentlich zu unterschiedlichen Angaben, da manchmal Veränderungen während der Legislaturperiode in die Zahlen eingearbeitet wurden und manchmal nicht.